# Urogenitaltuberkulose
Bei der Urogenitaltuberkulose handelt es sich um eine Sekundär- oder auch Organtuberkulose. Der Primärherd liegt häufig in der Lunge. Bei der Urogenitaltuberkulose handelt es sich nicht um eine Geschlechtskrankheit, jedoch um eine namentlich meldepflichtige Erkrankung.

## Epidemiologie
In Mitteleuropa ist die Urogenitaltuberkulose äußerst selten. Sie tritt heute meist zwischen dem 25. und 40. Lebensjahr und im hohen Alter, vor allem in Altenheimen, auf. 2006 wurden in Deutschland 1091 Fälle extrapulmonaler Tuberkulosen (Organbefall außerhalb der Lungen) gemeldet. 2,5 % dieser extrapulmonalen Tuberkuloseerkrankungen betrafen das Urogenitalsystem.

## Pathogenese
Die Tuberkuloseerreger (Mycobacterium tuberculosis, selten Mycobacterium bovis) gelangen meist hämatogen, das heißt über das Blut, aus dem Primärherd zu den Nieren, Nebennieren, den Harnwegen und der Blase sowie zu den Genitalien.

### Niere, ableitende Harnwege und Harnblase
Anfänglich entstehen sogenannte Minimal lesions der Tuberkulose in der Niere oder anderen Urogenitalorganen. Aus dem sich bildenden verkäsenden Tuberkulom entsteht ein verkalkter Bezirk. Über den weiteren Verlauf entscheidet dann die Immunlage des Patienten. Schreitet die Erkrankung voran, kommt es zu einer Zunahme der zentralen Nekrose und Verkalkungen in der Niere. Eine enge räumliche Beziehung der Nekrosen zum Hohlraumsystem der Nieren lässt Deformitäten der Nierenkelche, Kelchkavernen, Papillennekrosen, Kelchhalsstenosen und Nierenbeckenabgangsengen entstehen. Endzustand einer Nierentuberkulose ist eine sogenannte Kittniere, welche fast nur noch aus verkäsender Nekrose besteht und keine Funktion mehr besitzt.
Narben der Harnleiter führen rasch zu einer Harnstauung, die bis zu einer Hydronephrose mit Funktionsverlust der Niere fortschreiten kann.

### Weibliche Genitalorgane
Fast immer kommt es hier zu einem doppelseitigen Eileiterschleimhautbefall im ampullären Teil, von wo aus sich die Infektion über den Eileiter bis in die Gebärmutter ausbreitet. Bei Befall der Gebärmutterhöhle kommt es oft zur Septumbildung und dadurch zur Infertilität. Dies gilt als einer der häufigsten Gründe der weiblichen Infertilität in Entwicklungsländern wie z. B. Indien, Bangladesh usw. Die Genitaltuberkulose wird als "offene" Tbc kategorisiert, da es bis zu 90 % Erregernachweis in Menstruationsblut gibt.

### Männliche Geschlechtsorgane
Die Erkrankung kann über die Blutbahn in die Nebenhoden absiedeln. Eine Nierenbeteiligung ist dabei nicht unbedingt erforderlich. Eine Erregerausbreitung über die Samenwege kann auch in die Hoden und in die Prostata erfolgen.

## Symptome
20 % der urogenitalen Manifestationen einer Tuberkulose verlaufen völlig beschwerdefrei.
Auftretende Symptome der Urogenitaltuberkulose sind eher uncharakteristisch. Mögliche Krankheitszeichen sind Schmerzen, Beschwerden beim Wasserlassen, Flankenschmerzen, Blut im Urin oder Pyurie, Verstopfung, Blähungen, Blutungsstörungen bis hin zum Ausbleiben der Menstruation.
Bei einem Befall der Nebenhoden kommt es zu Schwellungen, Schmerzen und Rötung.
Früher war die Genitaltuberkulose der Frau eher ein Zufallsbefund im Rahmen der Sterilitätsdiagnostik.

## Diagnostik
- Tuberkulin-Test (nicht beweisend)
- Quantiferon-Test (Bluttest)
- Röntgen-Thorax (Primärtuberkulose in der Lunge)
- kultureller Tbc-Erregernachweis im Urin (Dauer ca. vier Wochen)
- Polymerase-Kettenreaktion (PCR) als Nachweis der Erreger im Urin
- Urografie
- Erregernachweis im Menstruationsblut
- Biopsie vom Endometrium
- Laparoskopie
- Polymerase-Kettenreaktion (PCR) als Nachweis der Erreger direkt in histologische Präparat

## Therapie
Therapiert wird die Urogenitaltuberkulose durch eine Kombinationstherapie aus Isoniazid, Rifampicin und Pyrazinamid, falls erforderlich mit zusätzlich Ethambutol. Die Behandlung dauert üblicherweise sechs Monate. Schlägt die Therapie nicht an, oder kommt es zu einer Kittniere oder Hydronephrose, ist meist eine chirurgische Resektion erforderlich. Bei Befall der Genitalorgane führt die Erkrankung in 90 % der Fälle zu einer Sterilität.